# Соареш Диаш, Артур
Артур Соареш Диаш (порт. Artur Soares Dias; род. 14 июля 1979, Вила-Нова-ди-Гая, Порту) — португальский футбольный судья. Судья ФИФА с 2010 года.

## Карьера
Диас учился в Высшем лингвистическом и административном институте Вила-Нова-де-Гайя (с 2016 года — ISLA — Политехнический институт развития и технологий). Получил диплом.
Артур, ещё будучи студентом, обслуживал футбольные матчи региональных турниров. В 2004 году он получил первую категорию и с тех пор работал на матчах Примейры Лиги, высшего дивизиона Португалии. С 2010 года является арбитром ФИФА. В 2016 году был признан лучшим футбольным судьёй Португалии.
В начале января 2017 года Диасу и его семье угрожали болельщики ФК «Порту», фан-группы Super Dragões. Угрозы были связаны с обвинениями ФК «Порту» в том, что судьи часто выносят несправедливые решения в пользу лиссабонской «Бенфики».
В апреле 2017 года Диас был назначен видео-ассистентом на Кубке Конфедераций ФИФА 2017 года, который состоялся в России. В том же качестве он работал на чемпионате мира по футболу 2018 года.
В 2021 году был назначен главным арбитром на матчи чемпионата Европы 2021 года и олимпийского футбольного турнира в Токио. В обоих турнирах он судил по два матча группового этапа, а также помогал главному судье Крису Биту в качестве четвертого официального арбитра в олимпийском финале.
Помимо международных клубных и национальных командных соревнований, Диас работал также в чемпионатах и кубковых соревнованиях Греции и Саудовской Аравии, а также в Китайской Суперлиге.
В апреле 2024 года был отобран одним из главных арбитров в числе 19 судейских бригад для обслуживания матчей Чемпионата Европы по футболу, который проходил в июне-июле 2024 года на футбольных полях Германии.
В мае 2024 года Артур был назначен главным судьёй на финальный матч Лиги конференций УЕФА 2023/2024 года, который состоялся 29 мая на стадионе Айя-София в Афинах между командами Олимпиакос и Фиорентина.

### Чемпионат Европы 2020 года
| Стадия         | Дата         | Место  | Команда 1 | Команда 2 | Результат |
| -------------- | ------------ | ------ | --------- | --------- | --------- |
| Групповой этап | 16 июня 2021 | Баку   | Турция    | Уэльс     | 1:1 (0:0) |
| Групповой этап | 22 июня 2021 | Лондон | Чехия     | Англия    | 0:1 (0:1) |

### Олимпийские игры 2020
| Стадия         | Дата         | Место   | Команда 1 | Команда 2 | Результат |
| -------------- | ------------ | ------- | --------- | --------- | --------- |
| Групповой этап | 25 июля 2021 | Сайтама | Япония    | Мексика   | 2:1 (2:0) |
| Групповой этап | 28 июля 2021 | Сендай  | Австралия | Египет    | 0:2 (0:1) |

### Чемпионат Европы 2024
| Стадия         | Дата         | Город              | Стадион           | Команда 1 | Результат | Команда 2  | Предупреждён | Red card | Пенальти |
| -------------- | ------------ | ------------------ | ----------------- | --------- | --------- | ---------- | ------------ | -------- | -------- |
| Групповой этап | 16 июня 2024 | Гамбург            | Фолькспаркштадион | Польша    | 1:2 (1:1) | Нидерланды | 0 - 1        | 0 - 0    | 0 - 0    |
| Групповой этап | 20 июня 2024 | Франкфурт-на-Майне | Вальдштадион      | Дания     | 1:1 (1:1) | Англия     | 3 - 1        | 0 - 0    | 0 - 0    |
| 1/8 финала     | 2 июля 2024  | Лейпциг            | «Ред Булл Арена»  | Австрия   | 1:2 (0:1) | Турция     | 2 - 2        | 0 - 0    | 0 - 0    |